# Celia Johnson
Celia Johnson, OBE (Londres, 18 de dezembro de 1908 – Oxfordshire, 26 de abril de 1982) foi uma atriz britânica. Foi indicada ao Oscar de melhor atriz na edição de 1946 por interpretar Laura Jesson no filme Brief Encounter.

## Filmografia
| Ano  | Filme                         | Papel             |
| ---- | ----------------------------- | ----------------- |
| 1941 | A Letter from Home            | Mãe               |
| 1942 | In Which We Serve             | Mrs. Kinross/Alix |
| 1943 | Dear Octopus                  | Cynthia           |
| 1944 | This Happy Breed              | Ethel Gibbons     |
| 1945 | Brief Encounter               | Laura Jesson      |
| 1950 | The Astonished Heart          | Barbara Faber     |
| 1951 | I Believe in You              | Matty Matheson    |
| 1952 | The Holly and the Ivy         | Jenny Gregory     |
| 1953 | The Captain's Paradise        | Maud St. James    |
| 1955 | A Kid for Two Farthings       | Joanna            |
| 1957 | The Good Companions           | Miss Trant        |
| 1969 | The Prime of Miss Jean Brodie | Miss Mackay       |
| 1973 | Mrs. Palfrey at the Claremont | Mrs. Palfrey      |
| 1978 | Les Misérables                | Simplice          |
| 1980 | The Hostage Tower             | Mrs. Wheeler      |
| 1980 | Staying On                    | Lucy Smalley      |
| 1981 | The Potting Shed              |                   |